# Länsväg 336
Länsväg 336 är en primär länsväg i Åre kommun i Jämtlands län i norra Sverige som går mellan tätorten Järpen och norska gränsen vid byn Åbo.
Den enda tätorten längs vägen är Järpen vid den östra ändpunkten. Den enda småorten längs vägen är Kall. Vägen är 109 kilometer lång. Den är 6-7 meter bred asfalterad väg mellan Järpen och Kallsedet och grusväg mellan Kallsedet och gränsen (cirka 40 kilometer). Trafikmängden varierar mellan 800/dygn närmast Järpen och 60 nära gränsen.

## Anslutningar
Vägen ansluter till:
- Europaväg 14 (vid Järpen)
- Fylkesväg 72 i Norge (vid Åbo)
- Länsväg 322 (indirekt via Sandvika i Norge, längs fylkesväg 72)

## Historia
Sträckan har en urgammal historia som färdväg mellan Norge och Storsjöbygden. Men då användes sjöarna Kallsjön och Anjan, båt på sommaren, eller färd på isen på vintern. Detta var en längre sträcka än den som nu är länsväg 322, men den sistnämnda hade en väg hela sträckan, medan sträckan över Kallsjön innebar besparing av möda genom båttransporterna eller den platta isen och den klart lägre passhöjden (520 meter som ligger vid gränsen, mot 625 meter för väg 322). På 1905 års generalstabskarta är det fortfarande väg bara mellan sjöarna.
Vägen gavs numret 336 på 1940-talet då vägnummer infördes i Sverige. Då saknades fortfarande ett vägavsnitt vid Anjan. i övrigt går den helt samma sträckning som då.